# Moneta yoshimurai
Moneta yoshimurai är en spindelart som först beskrevs av Yoshida 1983.  Moneta yoshimurai ingår i släktet Moneta och familjen klotspindlar.
Artens utbredningsområde är Taiwan. Inga underarter finns listade i Catalogue of Life.